# 四氯化碲
四氯化碲是一种无机化合物，化学简式为TeCl4。它具有挥发性，在200 °C（0.1 mm Hg）升华。熔融的TeCl4是离子化合物，可以解离为TeCl3+和Te2Cl102−。

## 结构
TeCl4在气相为单体，和SF4的结构类似。在固态时的四聚的类立方烷簇合物 Te4Cl16。它有Te4Cl4核，每个Te有三个末端氯化物配体。

## 制备
TeCl4可以由碲粉和氯气反应得到：
Te + 2 Cl2 → TeCl4
反应由热引发。产物通过蒸馏分离。